# Landshövding (Sverige)
En landshövding i Sverige är myndighetschef för en länsstyrelse och är ordförande i dess insynsråd. Landshövdingen är regeringsmaktens främste ställföreträdare i länet. En landshövding utses av regeringen.
Landshövdingens närmaste medarbetare och ersättare när denne inte är i tjänst eller har förhinder kallas länsråd eller i de tre länen Stockholms län, Västra Götalands län och Skåne län länsöverdirektör.

## Historia

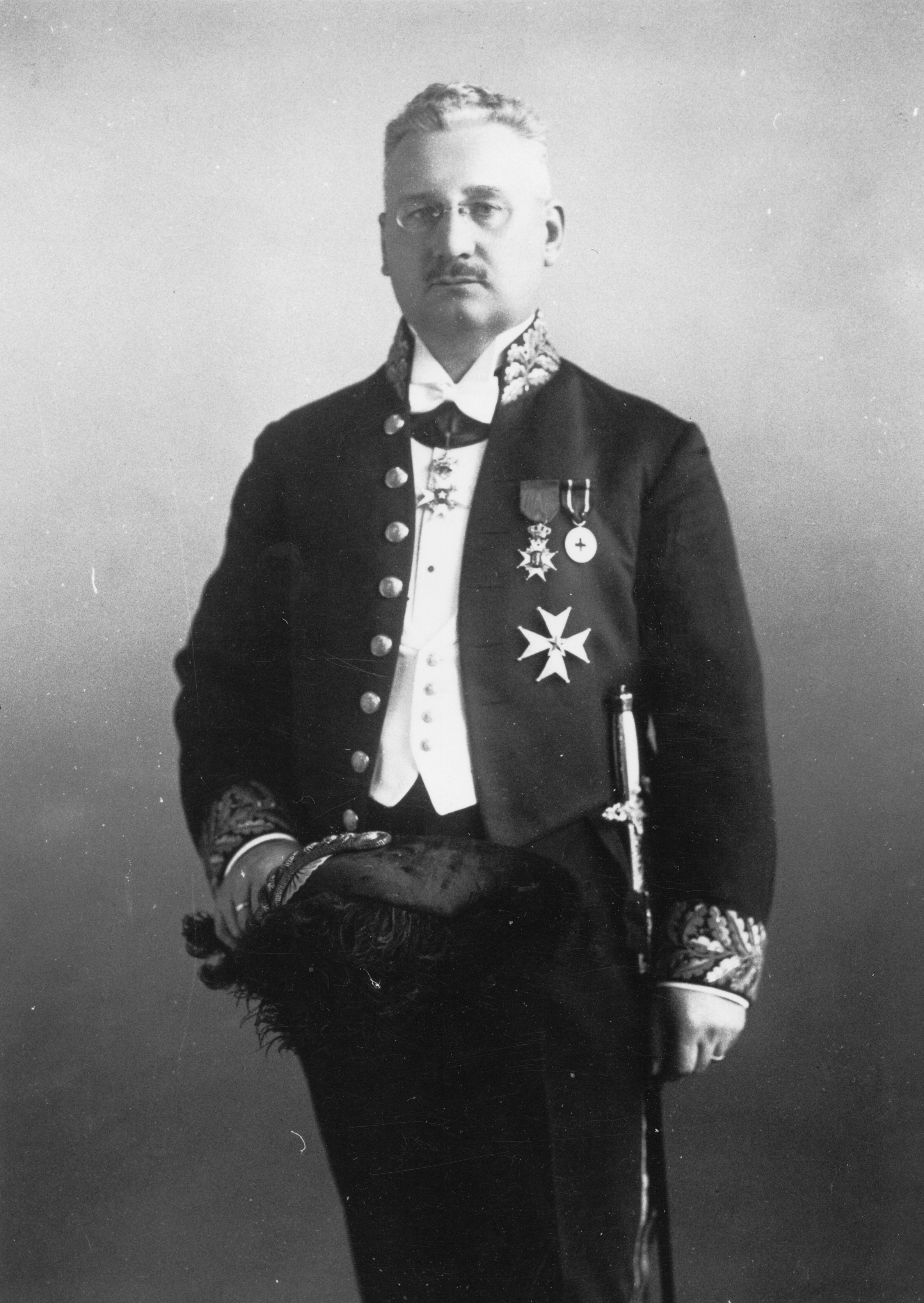
Landshövding John Falk (Kalmar län, 1917–1938) i landshövdingeuniform.

I äldre tider fanns det olika roller och olika typer av styresman i en provins: ståthållare och guvernör hade mer fokus att direkt styra även militärt, lagman mer att samordna, främst att lagar upprätthölls. Titeln landshövding användes sparsamt och med oklar betydelse. Med länens i huvuddrag bestående uppdelning i regeringsformen 1634 åtskiljdes civila och militära funktioner och landshövding blev benämningen på den civila befallningsmannen över för den civila statsförvaltningen i ett län. En generalguvernör var till skillnad från en landshövding chef för både civila och militära myndigheter inom sitt ansvarsområde och tillsattes i regel endast i krigstid eller där uppror förekom, t.ex. mot Snapphanarna i Skåneland.
Fram till 1958 var den formella benämningen Kunglig Majestäts befallningshavande. Fram till 1967 hade Överståthållaren, som i protokollär mening var den främste bland Kunglig Majestäts befallningshavande, dels samma uppgifter som en landshövding, dels några ytterligare som var specifika för de statliga förvaltningen inom Stockholms stads gränser.
1974 blev Camilla Odhnoff Sveriges första kvinnliga landshövding, då hon fick befattningen i Blekinge län och satt kvar till 1992.

## Sveriges landshövdingar
| Ämbete                              | Innehavare                | Tillträde | Myndighetschef för                   |
| ----------------------------------- | ------------------------- | --------- | ------------------------------------ |
| Landshövding i Blekinge län         | Ulrica Messing            | 2021      | Länsstyrelsen i Blekinge län         |
| Landshövding i Dalarnas län         | Helena Höij               | 2022      | Länsstyrelsen i Dalarnas län         |
| Landshövding i Gotlands län         | Charlotte Petri Gornitzka | 2024      | Länsstyrelsen i Gotlands län         |
| Landshövding i Gävleborgs län       | Carina Ståhl Herrstedt    | 2025      | Länsstyrelsen i Gävleborgs län       |
| Landshövding i Hallands län         | Anders Thornberg          | 2023      | Länsstyrelsen i Hallands län         |
| Landshövding i Jämtlands län        | Marita Ljung              | 2021      | Länsstyrelsen i Jämtlands län        |
| Landshövding i Jönköpings län       | Brittis Benzler           | 2024      | Länsstyrelsen i Jönköpings län       |
| Landshövding i Kalmar län           | Allan Widman              | 2023      | Länsstyrelsen i Kalmar län           |
| Landshövding i Kronobergs län       | Maria Arnholm             | 2020      | Länsstyrelsen i Kronobergs län       |
| Landshövding i Norrbottens län      | Lotta Finstorp            | 2021      | Länsstyrelsen i Norrbottens län      |
| Landshövding i Skåne län            | Anneli Hulthén            | 2016      | Länsstyrelsen i Skåne län            |
| Landshövding i Stockholms län       | Cecilia Skingsley         | 2025      | Länsstyrelsen i Stockholms län       |
| Landshövding i Södermanlands län    | Johanna Sandwall vik.     | 2025      | Länsstyrelsen i Södermanlands län    |
| Landshövding i Uppsala län          | Stefan Attefall           | 2023      | Länsstyrelsen i Uppsala län          |
| Landshövding i Värmlands län        | Georg Andrén              | 2019      | Länsstyrelsen i Värmlands län        |
| Landshövding i Västerbottens län    | Helene Hellmark Knutsson  | 2020      | Länsstyrelsen i Västerbottens län    |
| Landshövding i Västernorrlands län  | Carin Jämtin              | 2023      | Länsstyrelsen i Västernorrlands län  |
| Landshövding i Västmanlands län     | Johan Sterte              | 2022      | Länsstyrelsen i Västmanlands län     |
| Landshövding i Västra Götalands län | Sten Tolgfors             | 2022      | Länsstyrelsen i Västra Götalands län |
| Landshövding i Örebro län           | Lena Rådström Baastad     | 2023      | Länsstyrelsen i Örebro län           |
| Landshövding i Östergötlands län    | Gunilla Svantorp          | 2025      | Länsstyrelsen i Östergötlands län    |

### Överståthållaren samt landshövdingar i historiska län
| Ämbete var myndighetschef för                                                    | I funktion | Efterträdare                        |
| -------------------------------------------------------------------------------- | ---------- | ----------------------------------- |
| Landshövdingen i Göteborgs och Bohus län Länsstyrelsen i Göteborgs och Bohus län | 1719-1997  | Landshövding i Västra Götalands län |
| Landshövdingen i Kristianstads län Länsstyrelsen i Kristianstads län             | 1719-1997  | Landshövding i Skåne län            |
| Landshövdingen i Malmöhus län Länsstyrelsen i Malmöhus län                       | 1719-1997  | Landshövding i Skåne län            |
| Landshövdingen i Skaraborgs län Länsstyrelsen i Skaraborgs län                   | 1683-1997  | Landshövding i Västra Götalands län |
| Landshövdingen i Älvsborgs län Länsstyrelsen i Älvsborgs län                     | 1634-1997  | Landshövding i Västra Götalands län |
| Överståthållaren Överståthållarämbetet                                           | 1634-1967  | Landshövding i Stockholms län       |